# Diagramma di infiammabilità

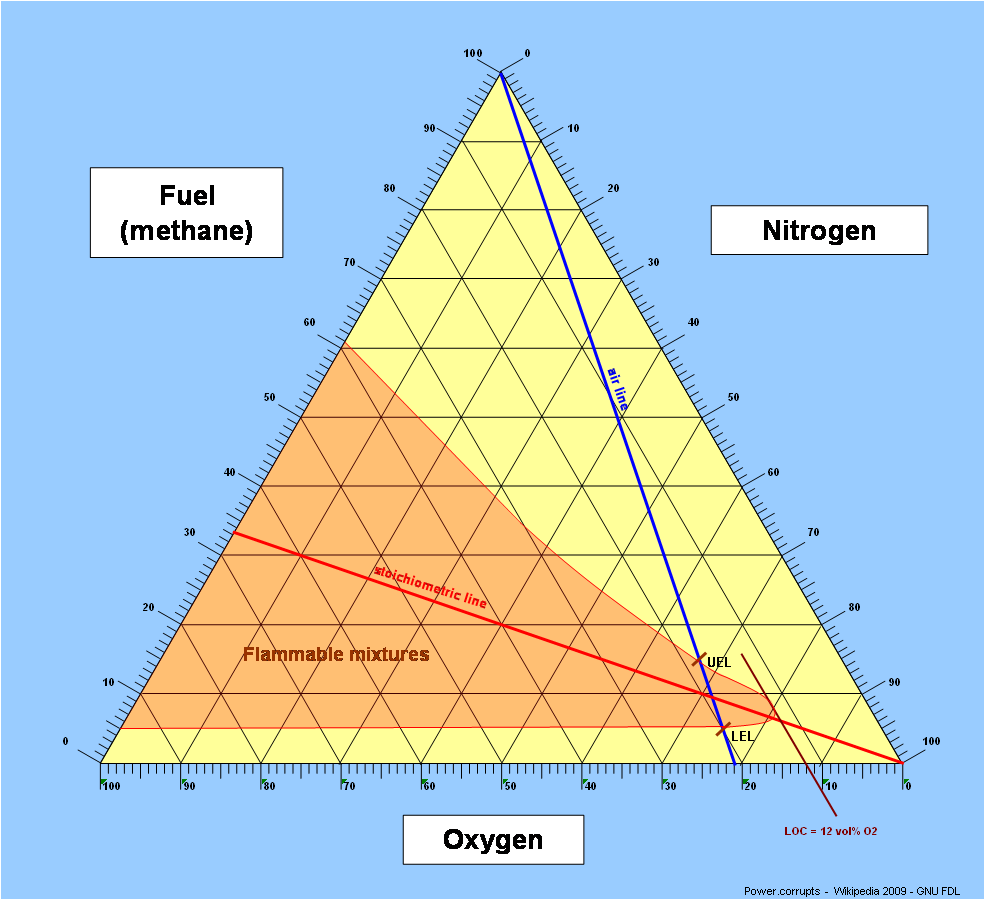
Il diagramma di infiammabilità del metano

Il diagramma di infiammabilità è un diagramma che rappresenta l'area di pericolo incendio/esplosione della miscela gas/aria.
Riporta sull'ascissa la percentuale di vapori infiammabili e sull'ordinata la percentuale di ossigeno contenuto nell'atmosfera. Ogni punto nel piano cartesiano rappresenta una possibile atmosfera aria/gas.
I punti situati all'interno dell'area di infiammabilità rappresentano miscele gas/ossigeno infiammabili, e quindi pericolose. I punti situati all'esterno dell'area di infiammabilità invece non sono atmosfere infiammabili poiché troppo ricche (too rich) o troppo povere (too lean) di vapori infiammabili; tuttavia le atmosfere troppo ricche possono considerarsi pericolose poiché nel caso vi si introducesse ossigeno si trasformerebbero immediatamente in atmosfere infiammabili.